# إيلختشي سفلي
إيلختشي سفلي (بالإنجليزية: Ilkhchi-ye Sofla)‏ هي قرية تقع في أردبيل في إيران. يقدر عدد سكانها بـ 193 نسمة بحسب إحصاء 2016.